# Škarpinke
Škarpinke (lat. Scorpaeniformes), red uglavnom morskih riba iz razreda zrakoperki ili Actinopterygii. Žive na dnu i grabežljivci su koje se hrane drugim manjim ribama i rakovima. Neke vrste su naoružane otrovnim bodljama, za ljude opasnim. 
Cijeli red dobio je ime po grčkoj riječi scorpios, u značenju škorpion. U Jadranu od ovih riba žive škarpina (Scorpaena scrofa), crvena škarpina (Scorpaena elongata), škarpinica (Scorpaena notata), bodečnjak mali (Scorpaena maderensis), bodečnjak krestavi (Scorpaena loppei), škarpun (Scorpaena porcus), i još neke. 

## Podjela[1]
- Subordo Anoplopomatoidei

1. Anoplopomatidae Jordan & Gilbert, 1883, sobolke

- Subordo Cottoidei

1. Abyssocottidae Berg, 1907, dubokomorski skulpini
2. Agonidae Swainson, 1839, krivolovke
3. Bathylutichthyidae Balushkin & Voskoboynikova, 1990, dubokoronke
4. Comephoridae Bonaparte, 1850, bajkalske uljarice
5. Cottidae Bonaparte, 1831, peševi
6. Cottocomephoridae Berg, 1906, grivoglavke
7. Cyclopteridae Bonaparte, 1831, kvrgavi priljepnjaci
8. Ereuniidae Jordan & Snyder, 1901, dubinski skulpini
9. Hemitripteridae Gill, 1865, morski gavranovi
10. Liparidae Gill, 1861, pužarice
11. Psychrolutidae Günther, 1861, krastače
12. Rhamphocottidae Jordan & Gilbert, 1883

- Subordo Dactylopteroidei

1. Dactylopteridae Gill, 1861, kokoti letači

- Subordo Hexagrammoidei

1. Hexagrammidae Jordan, 1888, šestoznačke

- Subordo Normanichthyoidei

1. Normanichthyidae Clark, 1937, gologlave škrpine

- Subordo Platycephaloidei

1. Bembridae Kaup, 1873, dubinske plosnatoglavke
2. Hoplichthyidae Kaup, 1873, plosnatoglavke (isto kao i Platycephalidae)
3. Parabembridae Jordan & Hubbs, 1925
4. Peristediidae Jordan & Gilbert, 1883, oklopljeni kokoti
5. Platycephalidae Swainson, 1839, plosnatoglavke (isto kao i Hoplichthyidae)
6. Plectrogeniidae Fowler, 1938
7. Triglidae Rafinesque, 1815 (Kokoti) , štitoglavke

- Subordo Scorpaenoidei

1. Apistidae Gill, 1859, ose
2. Aploactinidae Jordan & Starks, 1904, jednotrnke
3. Congiopodidae Gill, 1889, galoperi
4. Eschmeyeridae Mandrytsa, 2001
5. Gnathanacanthidae Gill, 1892, crvene baršunače
6. Neosebastidae Matsubara, 1943
7. Pataecidae Gill, 1872, australske pramčare
8. Perryenidae Honma, Imamura & Kawai, 2013
9. Scorpaenidae Risso, 1827, škrpine
10. Sebastidae Kaup, 1873
11. Setarchidae Matsubara, 1943
12. Synanceiidae Swainson, 1839, kamenjarke
13. Tetrarogidae Smith, 1949, četveroborke